# La educación de las hadas
La educación de las hadas és una coproducció hispano-francesa-portuguesa-argentina, dirigida per José Luis Cuerda l'any 2006 i basada en la novel·la L'educació d'una fada de Didier van Cauwelaert. Va suposar la tornada a la direcció de José Luis Cuerda després de set anys de rodar La lengua de las mariposas, amb una història de personatges ferits, embolicats en vaivens d'alegria i patiment. Fou rodada al Montseny.

## Argument
Un matí, en un vol d'Alacant a Barcelona, Nicolás coneix a Ingrid, una ornitòloga vídua i al seu fill Raúl, un nen amb una fantasia fora del normal. En aquest moment sorgeix l'amor, un conte de fades entre la dona i l'inventor de joguines en el qual el petit juga un important paper. No obstant això tot es trenca sobtadament en el moment en el qual Ingrid decideix acabar amb la relació sense cap raó aparent.

## Repartiment
- Ricardo Darín - Nicolás
- Irène Jacob - Ingrid
- Bebe - Sezar
- Víctor Valdivia - Raúl
- Jordi Bosch - Matarredona

## Premis
XXI Premis Goya
| Categoria               | Persona          | Resultat  |
| ----------------------- | ---------------- | --------- |
| Millor cançó original   | Bebe             | Guanyador |
| Millor guió adaptat     | José Luis Cuerda | Nominat   |
| Millor actriu revelació | Bebe             | Nominat   |